# Issa Saqer
Issa Saqer fue un escultor y pintor kuwaití, nacido el año 1940 en Kuwait. Como escultor trabajó distintos materiales como bronce, cerámica, madera y yeso. Sus pinturas al óleo, acuarelas y esculturas se encuentran en museos de distintos países. Falleció en los Estados Unidos durante el tratamiento del cáncer.

## Datos biográficos
Issa Saqer Abdulla Khalef es considerado el primer artista plástico con plena dedicación nacido en Kuwait. Estudió arte en la Facultad de Bellas Artes de El Cairo entre 1963 y 1966. Durante su estancia como estudiante en Egipto participó en el Salón de El Cairo y en la Exposición anual de la Asociación de la Unión de Estudiantes en El Cairo, del 62 al 66. 
Tras su formación se estableció, y de 1967 a 1976 realizó exposiciones individuales de su obra como artista independiente. Participó en más de 150 exposiciones en su país y en el extranjero. El año 1978 visitó y expuso en Canadá. También viajó con sus obras a España.
Participó en la Bienal Internacional de El Cairo de 1988.
En 1989 participó en la semana de la República Árabe de Egipto, con una exposición, celebrando la visita de Hosni Mubarak.
Participó en la primera Bienal Internacional de Cerámica en El Cairo en 1994. Al año siguiente participó en la segunda exposición del Consejo Nacional de la Bienal de Sharjah.
Fue miembro y fundador de diferentes grupos artísticos, entre otros de la Sociedad Kuwaití de Bellas Artes (1967), del grupo de la libre creatividad y del Grupo de Amigos del Arte GCC.

### Premios
- 1975: Premio Vela de Oro de la galería de los artistas plásticos del Kuwait árabe

- 1995: Premio en la Bienal de Sharjah